# Oratorio di San Giulio Martire
L'oratorio di San Giulio martire è una piccola chiesa sussidiaria di proprietà privata ma aperta al pubblico e alle funzioni situata all'interno della corte agricola della Valle di San Giulio, a Cavazzoli di Reggio Emilia.

## Storia

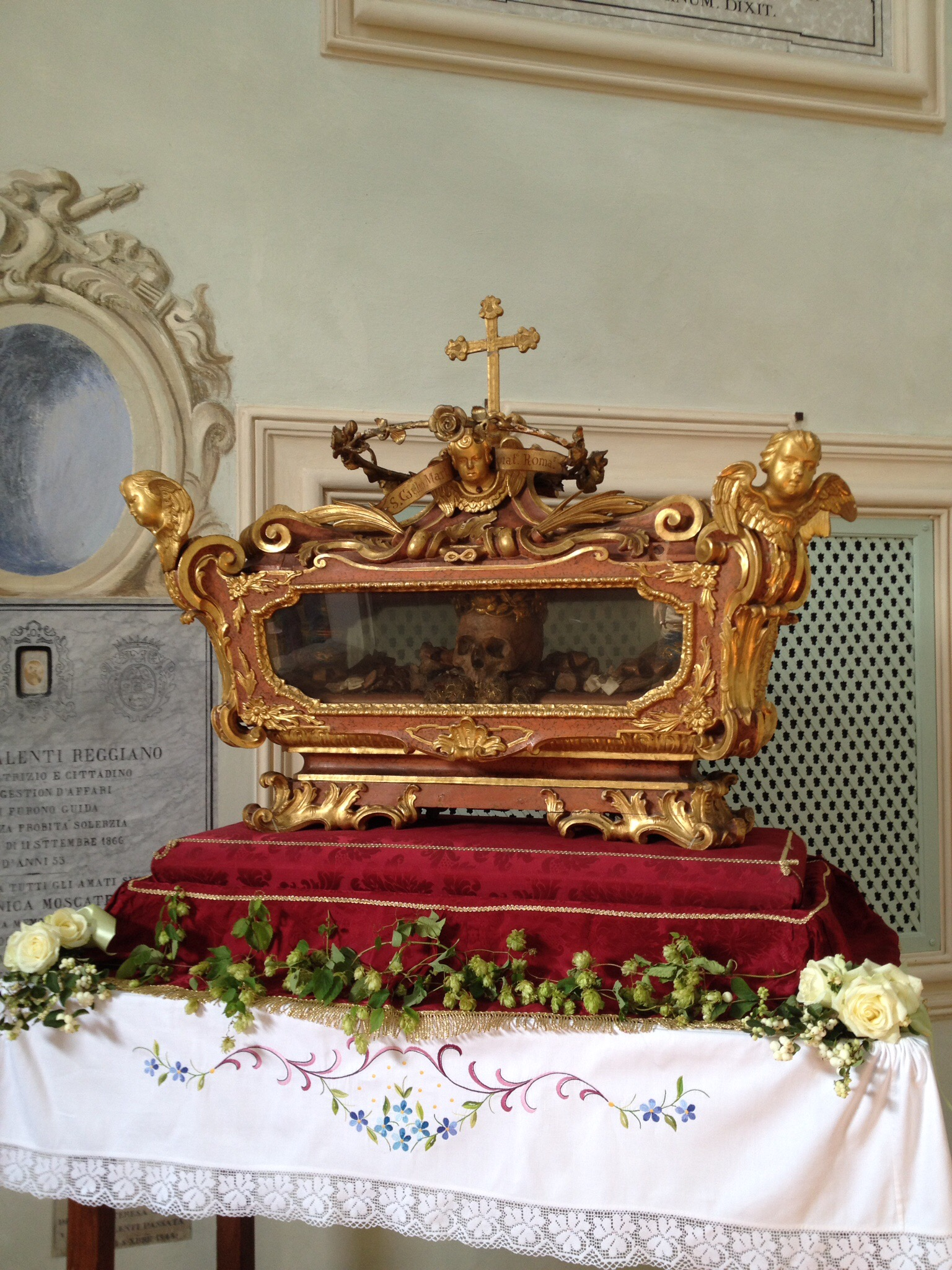
La teca con i resti di san Giulio martire.

Si tratta di un edificio religioso fondato nel 1691 e riedificato nel 1761 che custodisce le reliquie di San Giulio martire (III secolo).  Le reliquie di  corpo santo di nome Giulio arrivarono a Reggio, consegnate dal cardinale Gaspare Carpegna all'abate Giulio Tassi, dopo essere state esumate dal cimitero di Calepodio, posto sulla via Appia, a Roma. Su queste reliquie sorse l'attuale piccola chiesa a lui dedicata.
Nel 1933 l'oratorio venne restaurato, dopo decenni di incuria da parte delle proprietà precedenti, per volontà del nuovo proprietario. Da allora San Giulio viene celebrato ogni ultima domenica di agosto con una sagra paesana, composta da triduo e processione con le spoglie del santo, ancora oggi molto sentita dalla comunità di Cavazzoli.

### San Giulio
San Giulio fu un martire sepolto nella catacomba di Calepodio. Di lui non si conoscono notizie storiche e viene confuso con l'omonimo senatore martire.

## Descrizione
L'edificio è in stile neoclassico e barocco. È orientato verso est, ed è caratterizzato da una facciata slanciata. Un frontespizio triangolare corona il portale centrale, al cui centro è presente una finestra a forma di trapezio riquadrata a volute. Sopra l'altare è presente un quadro che rappresenta il suo martirio: il dipinto, realizzato nel 1690, è opera del pittore Carlo Maratta. La sagrestia ospita un quadro raffigurante papa Clemente XIII e diverse epigrafi.